# Liên Thành (xã)
Liên Thành là một xã thuộc huyện Yên Thành, tỉnh Nghệ An, Việt Nam.